# Relations entre la Corée du Nord et la Guinée équatoriale
Les relations entre la Corée du Nord et la Guinée équitoriale sont des relations s'exerçant entre un pays d'Asie de l'Est, la Corée du Nord, et un pays d'Afrique centrale, la Guinée équatoriale. Bien que cette dernière n'ait pas de représentation dans le premier pays, elle est l'un des rares États africains à disposer d'une ambassade nord-coréenne, située dans sa capitale Malabo.

## Histoire
Les relations diplomatiques entre la république de Guinée équatoriale et la république populaire démocratique de Corée sont établies en 1969, un an après l'indépendance du pays africain vis-à-vis de l'Espagne. Le premier dirigeant du pays, le futur président à vie Francisco Macías Nguema, s'apprête à diriger l'un des régimes les plus brutaux du continent africain. Malgré son anticommunisme, il entretient des relations étroites avec l'Union soviétique et divers États pro-soviétiques, parmi lesquels la Corée du Nord. Comme le régime zaïrois de Mobutu Sese Seko, la RPDC favorise Macías Nguema indépendamment de son opposition idéologique au marxisme-léninisme.
Au début des années 1970, la Guinée équatoriale signe des accords militaires, techniques et économiques avec de nombreux États socialistes, notamment la Corée du Nord. Des troupes de l'Armée populaire coréenne sont également envoyées comme conseillers auprès des Forces armées de Guinée équatoriale. Sur le modèle du Parti du travail de Corée, le seul parti légal du pays est par ailleurs rebaptisé « Parti national uni » en « Parti national uni des travailleurs (es) » en juillet 1971.
À la suite du renversement et l'exécution de Francisco Macías Nguema par son neveu Teodoro Obiang Nguema Mbasogo en 1979, sa famille s'enfuit à Pyongyang, où ses trois enfants sont élevés par le gouvernement nord-coréen. L'un d'eux, Monique, quitte la RPDC en 1994 après quinze ans. En 2013, elle publie ses mémoires intitulés « Je m'appelle Monique, de Pyongyang ».
Malgré cela, des relations étroites se poursuivent après le coup d’État et restent actives. En 2011, Yang Hyong-sop, vice-président du Présidium de l'Assemblée populaire suprême, effectue une visite de quatre jours en Guinée équatoriale. En 2013, le président Teodoro Obiang Nguema Mbasogo (le deuxième chef d'État non royal le plus ancien au monde après Paul Biya du Cameroun et l'un des dirigeants les plus riches du monde) reçoit le premier prix international Kim-Jong-il par une délégation nord-coréenne. En 2016, le Nord-Coréen Kim Yong-nam se rend en Guinée équatoriale et a des entretiens à l'amiable avec le président Teodoro Obiang. En 2018, la Guinée équatoriale annonce avoir rompu ses liens économiques avec la Corée du Nord et rapatrie les travailleurs nord-coréens conformément aux sanctions des Nations Unies. Cependant, la Corée du Nord fait état de relations amicales continues.